# Aviva London Grand Prix 2010
London Grand Prix 2010 byl lehkoatletický mítink, který se konal ve dnech 13. srpna a 14. srpna 2010 v Londýně. Byl součástí série mítinků Diamantová liga. 

## Výsledky
- Archiv výsledků zde [1]

### Muži
| Disciplína      | 1. místo                    | 2. místo                     | 3. místo                     |
| 100 m           | Tyson Gay 9,78              | Yohan Blake 9,89             | Richard Thompson 10,05       |
| 400 m           | Jeremy Wariner 44,67        | Jermaine Gonzales 44,80      | Ricardo Chambers 45,18       |
| 1500 m          | Augustine Choge 3:50,14     | Mekonnen Gebremedhin 3:50,35 | Leonel Manzano 3:50,64       |
| 110 m překážek  | David Oliver 13,06          | Dwight Thomas 13,32          | Garfield Darien 13,34        |
| 400 m překážek  | Bershawn Jackson 48,12      | Javier Culson 48,17          | David Greene 49,09           |
| 3000 m překážek | Paul Kipsiele Koech 8:17,70 | Ezekiel Kemboi 8:19,95       | Brimin Kipruto 8:20,77       |
| Skok do výšky   | Ivan Uchov 229 cm           | Jesse Williams 227 cm        | Donald Thomas 227 cm         |
| Skok o tyči     | Łukasz Michalski 571 cm     | Derek Miles 561 cm           | Przemysław Czerwiński 551 cm |
| Skok daleký     | Dwight Phillips 818 cm      | Morten Jensen 796 cm         | Chris Tomlinson 792 cm       |
| Trojskok        | Christian Olsson 17,41 m    | Teddy Tamgho 17,27 m         | Alexis Copello 17,02 m       |
| Vrh koulí       | Reese Hoffa 21,44 m         | Tomasz Majewski 21,20 m      | Christian Cantwell 20,78 m   |
| Hod diskem      | Gerd Kanter 67,82 m         | Zoltán Kővágó 65,54 m        | Virgilijus Alekna 65,33 m    |
| Hod oštěpem     | Andreas Thorkildsen 87,38 m | Matthias de Zordo 86,97 m    | Tero Pitkämäki 84,71 m       |

### Ženy
| Disciplína      | 1. místo                            | 2. místo                             | 3. místo                  |
| 200 m           | Allyson Felixová 22,37              | Debbie Fergusonová-McKenzieová 22,88 | Sherone Simpsonová 23,04  |
| 400 m           | Allyson Felixová 50,79              | Taťjana Firovová 50,84               | Debbie Dunnová 50,89      |
| 800 m           | Marija Savinovová 1:58.64           | Janeth Jepkosgeiová 1:59.16          | Jemma Simpsonová1:59.26   |
| 1500 m          | Nancy Langat 4:07,60                | Anna Alminovová 4:08,82              | Lisa Dobriskey 4:09,07    |
| 5000 m          | Tiruneš Dibabaová 14:36,41          | Vivian Cheruiyotová 14:38,17         | Sentayehu Ejigu 14:39,24  |
| 100 m překážek  | Priscilla Lopesová-Schliepová 12,52 | Sally McLellanová 12,61              | Lolo Jonesová 12,66       |
| 400 m překážek  | Kaliese Spencerová 53,78            | Zuzana Hejnová 55,11                 | Eilidh Childová 55,16     |
| 3000 m překážek | Milcah Chemos Cheywaová 9:22,49     | Julija Zaripovová 9:22,60            | Lydia Rotich 9:23,68      |
| Skok do výšky   | Blanka Vlašičová 201 cm             | Ruth Beitiaová 191 cm                | Irina Gordějevová 191 cm  |
| Skok daleký     | Darja Klišinová 665 cm              | Ljudmila Kolčanovová 665 cm          | Hyleas Fountainová 657 cm |
| Trojskok        | Yargelis Savigneová 14,86 m         | Olga Rypakovová 14,74 m              | Olga Saladuchová 14,40 m  |
| Vrh koulí       | Nadzeja Astapčuková 20,27 m         | Valerie Viliová 19,83 m              | Kung Li-ťiao 19,26 m      |
| Hod diskem      | Yarelis Barriosová 65,62 m          | Sandra Perkovićová 63,30 m           | Nicoleta Grasuová 61,78 m |
| Hod oštěpem     | Barbora Špotáková 63,50 m           | Kara Pattersonová 63,41 m            | Linda Stahlová 59,60 m    |